# Rayachoti
Rayachoti é uma vila no distrito de Cuddapah, no estado indiano de Andhra Pradesh.

## Geografia
Rayachoti está localizada a 14° 03′ N, 78° 45′ L. Tem uma altitude média de 380 metros (1246 pés).

## Demografia
Segundo o censo de 2001, Rayachoti tinha uma população de 72 196 habitantes. Os indivíduos do sexo masculino constituem 51% da população e os do sexo feminino 49%. Rayachoti tem uma taxa de literacia de 61%, superior à média nacional de 59,5%: a literacia no sexo masculino é de 71% e no sexo feminino é de 51%. Em Rayachoti, 14% da população está abaixo dos 6 anos de idade.